# LGBT práva v komunismu
LGBT práva v komunismu prošla historicky několika zásadními změnami. Ve 20. století měly marxistické státy a strany k LGBT právům různý přístup. Některé se stávaly prvními politickými stranami, které je podporovaly, zatímco jiné zaujímaly anti-LGBT přístup. Ve 21. století mívají komunistické strany většinou tendenci podporovat LGBT práva. Kuba, jediný komunistický stát na americkém kontinentu, podporoval pro-LGBT politiku již od 70. let.

## Historie

### Marxismus

#### Raná historie
Komunističtí vůdci a intelektuálové zaujímali k problematice LGBT práv několik různých pozic. Karl Marx a Friedrich Engels věnovali ve svých pracích této otázce velmi malou pozornost. Marx se k sexualitě vyjadřoval jenom velmi obecně. Norman Markowitz, spravující webové stránky politicalaffairs.net, napsal: "Tedy abych byl upřímný, tak ze strany Marxe shledávám odmítání se tomuto věnovat a od Engelse dokonce otevřené nepřátelství těm, kteří se tím zabývají." Za tímto přístupem stála Engelsova kritika mužské homosexuality ve vztahu k pederastii ve Starověkém Řecku se slovy: "Antičtí Řekové upadali do odporných praktik sodomie,(původní německý název Knabenliebe, což znamená "boylove (klučičí láska) nebo pederastie) ] která nebyla vzdálená ani jejich Bohům - viz mýtus o Ganymédovi. Engels dále řekl: "Pro-pederastické hnutí nikdy nemůže zvítězit.Guerre aux cons, paix aus trous-de-cul [válka s kundami, mírem a řitními otvory] se nyní stane novým heslem". Engels často značoval Dr. Karla Boruttau za Schwanzschwulen (buzeranta).
Německá komunistická strana v období Výmarské republiky vedla spolu se Sociální demokracií kampaň za legalizaci homosexuálních vztahů mezi dospělými. Co se týče první komunistické vlády v Rusku, tak tam je situace LGBT práv zatím roztříštěná.
Komunistická strana Sovětského svazu zrušila všechny carské zákony a její nový trestní zákoník platný ve 20. letech minulého století netrestal bezúplatnou homoexuální akvititu mezi dospělými konanou v soukromí. Kromě toho se legalizovaly potraty a rozvody bez příčiny. V některých sovětských republikách zůstávala homosexualita trestná i během 20. let.
V r. 1933 přidal Josif Stalin do sovětského trestního zákoníku Článek 121, který trestal mužskou homosexualitu až pětiletým vězením a těžkými pracemi. O konkrétním důvodu přijetí Článku 121 se mezi historiky vedou spory. Podle dostupných zdrojů byl oficiální postoj vlády takový, že homosexualita úzce souvisí s pedofilií, a že je fenoménem fašistů a aristokratů.
Tento zákon zůstal platný i po rozpadu Sovětského svazu; zrušen byl v r. 1993.
Podle zpravodajství RT bylo podle zákonů proti homosexualitě odsouzeno několik stovek lidí každý rok. Kromě toho se také často zneužívaly k odtraňování politicky nepohodlných osob v rámci čistek NKVD.

#### Gayové a členství v komunistických stranách
Homosexuálním mužům bývalo často odpíráno členství v komunistických stranách, případně je z nich vylučovali. K tomuto trendu docházelo po celé 20. století, kdy většina komunistických stran následovala precendet SSSR. Nicméně nebylo tomut tak vždycky.
Známí homosexuální členové Komunistických stran:
- Mark Ashton (zakladatel Lesby a gayové za práva horníků a LGBT aktivista) - člen Komunistické strany Velké Británie.
- Harry Hay (aktivista za práva gayů, odborář, aktivista za práva domorodých Američanů, zakladatel společnosti Mattachine, spoluzakladatel Fronty za osvobození gayů (Gay Liberation Front), člen Komunistické strany USA.[12]

#### Anti-komunistické a asociace komunismu s homosexualitou
Fráze sexuální bolševismus použil berlínský pastor Ludwig Hoppe ve Výmarském Německu během 20. let, když odsuzoval nemorálnosti s ním související. Po zániku Výmarské republiky a vzniku Nacistického Německa se termínem "sexuální bolševismus" označovalo vše, co bylo nějak sexuální degenerativní, nejčastěji homosexualita.

#### Události vedoucí k asociaci komunismu s homosexualitou
Průlomové objevy lékařů, psychologů a sociálních pracovníků v oblasti lidské sexuality během výmarské éry (jakož i feministické hnutí) se staly předmětem mnoha konspiračních teorií ve vztahu ke komunismu a homosexualitě, zejména v konzervativních částech společnosti. Jakákoli forma sexuální revoluce byla popisována jako promiskuitní vedoucí k nárůstu pohlavně přenosných chorob. Argumentace těch, kteří odmítali "sexuální bolševismus" byla podpora eugeniky a rodinné hodnoty.
Na webových stránkách glbtq.com ("encyklopedie gay, lesbické, bisexuální, transgender a queer kultury") se nachází několik specifických událostí spojujících komunismus ve Spojených státech s homosexualitou:
...Například v r. 1948, Whittaker Chambers, editor a novinář magazínu Time, bývalý člen komunistické strany a sovětský špión infiltrovaný do americké vlády, obvinil Algera Hisse, ředitele think-thanku Carnegie Endowment z křivé přísahy a špionáže pro Sovětský svaz. Většina médií informovala o skandálu v tom duchu, že se Chambers dostal k Hussovi právě díky souvislosti mezi komunismem a homosexualitou. Ten, aby se pak této nálepky, co nejrychleji zbavil, pak slíbil FBI, že se svými homosexuálními aktivitami skončí hned, jakmile opustí Komunistickou stranu. Navíc mu let do Sovětského svazu v r. 1951 pomohl zverbovat britské homosexuální špióny Guye Burgesse a Donalda McLeana právě díky homosexuální soudružnosti a zradě veřejné představivosti.

## Známí LGBT komunisté

### LGBT marxisté
| Jméno                      | Život     | Národnost              | Politická příslušnost                          | Kariéra            | Sexuální orientace | Genderová identita                         |
| -------------------------- | --------- | ---------------------- | ---------------------------------------------- | ------------------ | ------------------ | ------------------------------------------ |
| Mark Ashton                | 1960–1987 | britská                | Komunistická strana Velké Británie             | britský aktivista  | ?                  | cisgender                                  |
| Georgij Vasiljevič Čičerin | 1872–1936 | sovětská (dříve ruská) | Komunistická strana Sovětského svazu           | sovětský politik   | gay                | cisgender                                  |
| Harry Hay                  | 1912–2002 | americká               | Komunistická strana Spojených států amerických | americký aktivista | ?                  | cisgender                                  |
| Vladimir Luxuria           | * 1965    | italská                | Strana komunistické obnovy                     | italská politička  | ?                  | transžena (identifikuje se jako nebinární) |
| Sunil Pant                 | * 1972    | nepálská               | Komunistická strana Nepálu                     | nepálský politik   | gay                | cisgender                                  |

#### Bývalí LGBT marxisté
| Jméno            | Život     | Národnost | Politická příslušnost                                                          | Kariéra            | Sexuální orientace | Genderová identita |
| ---------------- | --------- | --------- | ------------------------------------------------------------------------------ | ------------------ | ------------------ | ------------------ |
| Rosario Crocetta | * 1951    | italská   | Komunistická strana obnovy Italská komunistická strana (do r. 1991)            | italský politik    | gay                | cisgender          |
| Tom Driberg      | 1905–1976 | britská   | Komunistická strana Velké Británie                                             | britský politik    | gay                | cisgender          |
| Franco Grillini  | * 1955    | italská   | Italská komunistická strana                                                    | italský politik    | gay                | cisgender          |
| Bayard Rustin    | 1912–1987 | americká  | Komunistická strana Spojených států amerických                                 | americký aktivista | gay                | cisgender          |
| Nichi Vendola    | * 1958    | italská   | Komunistická strana obnovy (1991–2009) Italská komunistická strana (1972–1991) | italský politik    | gay                | cisgender          |